# دامون مينغ
دامون جيسون مينغ (بالإنجليزية: Damon Jason Ming)‏ (مواليد 24 أكتوبر 1987 في باغيت باريش) لاعب كرة قدم برمودي دولي يجيد اللعب في خط الوسط . يلعب حاليا لصالح نادي برمودا هوغز البرمودي من سنة 2009 .

## روابط خارجية
- دامون مينغ على موقع الاتحاد الدولي (مؤرشف)  (الإنجليزية)
- دامون مينغ على موقع قاعدة بيانات كرة القدم.إي يو (الإنجليزية)
- دامون مينغ على موقع ناشيونال فوتبول تيمز (الإنجليزية)